# 737
Évszázadok: 7. század – 8. század – 9. század
Évtizedek: 680-as évek – 690-es évek – 700-as évek – 710-es évek – 720-as évek – 730-as évek – 740-es évek – 750-es évek – 760-as évek – 770-es évek – 780-as évek
Évek: 732 – 733 – 734 – 735 –  736 – 737 – 738 – 739 – 740 – 741 – 742

## Események

### Európa
- Martell Károly frank majordomus folytatja a septimaniai muszlimok elleni hadjáratát. Ostrommal elfoglalja Avignont, amelyet aztán feléget. Ezután ostrom alá veszi Narbonne-t és bár a várossal nem boldogul, az al-Andaluszból küldött erősítést a Berre folyó torkolatánál elfogja és szétveri. Ezt követően Nîmes-hez vonul, amelyet elfoglal és feléget.
- 24 éves korában meghal IV. Theuderic frank bábkirály. A tényleges hatalmat birtokló Martell Károly üresen hagyja a trónt, csak hét évvel később foglalhatja azt el Theuderic fia, III. Childeric.
- Meghal Pelagius, az ibériai muszlim hódításnak ellenálló Asztúriai Királyság alapítója. Utóda fia, Favila.
- Meggyilkolják Orso Ipato velencei dózsét. Eutükhiosz ravennai exharcha nem választat új dózsét, hanem évente váltott katonai kormányzót küld Velencébe. Az első Domenico Leoni.
- Ceolwulf northumbriai király lemond a trónról unokatestvére, Eadberht javára és szerzetesként visszavonul Lindisfarne kolostorába.

### Omajjád Kalifátus
- Marván ibn Mohammad nagy sereggel a kazárok ellen vonul. Átkel a Kaukázuson és elfoglalja a Volga torkolatánál fekvő al-Bajdát, a kazárok fővárosát (amely nem volt igazi város, későbbi utazók szerint csak egy nagy tábor). A kagán észak felé visszavonul, Marván üldözőbe veszi és sikerül meglepnie és szétvernie a tarkan által vezetett utóvédet. A kagán békét kér és megígéri hogy áttér az iszlámra (ténylegesen azonban valószínűleg nem tette meg). Marván sok ezer rabszolgával visszatér a Kaukázustól délre.
- Aszad ibn Abdalláh al-Kaszrí horászáni kormányzó megtámadja a toharisztáni Huttali fejedelemséget. Azok a nomád türgesektől kérnek segítséget, mire az arabok visszavonulnak. Amíg a muszlimok az Oxosz folyón kelnek át, a türgesek lecsapnak rájuk, zsákmányul ejtik a málhájukat, majd legyőzik az utóvéd segítségére siető fősereget is. Az év végén a türgesek a fellázított helybeliekkel betörnek az arab területre, de Aszadnak sikerül egy kisebb összecsapásban megfutamítani a kagánt, így a nomádok visszavonulnak és az Oxosztól délre megmarad a muszlim befolyás.

### Kelet-Ázsia
- Japánban véget ér a feketehimlő-járvány, amely elpusztította a lakosság egyharmadát.
- Meghal Szongdok, a koreai Silla királya. Utóda fia, Hjoszong.
- Meghal Mu, a koreai Palhe királya. Utóda fia, Mun.

## Születések
- Hisám ibn al-Kalbí, arab történetíró
- Kanmu, japán császár

## Halálozások
- Mu, palhei király
- Orso Ipato, velencei dózse
- Pelagius, asztúriai király
- Szongdok, sillai király
- IV. Theuderic, frank király

## Fordítás
- Ez a szócikk részben vagy egészben  a(z)   737 című angol Wikipédia-szócikk ezen változatának fordításán alapul.  Az eredeti cikk szerkesztőit annak laptörténete sorolja fel. Ez a jelzés csupán a megfogalmazás eredetét és a szerzői jogokat jelzi, nem szolgál a cikkben szereplő információk forrásmegjelöléseként.